# Armand Fassin
Armand François Fassin (Verviers, 25 september 1925 - 30 december 1998) was een Belgisch volksvertegenwoordiger.

## Levensloop
Fassin werd notaris in Verviers. Hij werd verkozen tot gemeenteraadslid van Verviers (1952-1954).
Hij werd liberaal volksvertegenwoordiger voor het arrondissement Verviers in april 1964, als opvolger van Jacques van der Schueren. Het was een kort mandaat, dat in 1965 een einde nam.